# Rio das Flores
Rio das Flores là một đô thị thuộc bang Rio de Janeiro, Brasil. Đô thị này có diện tích 477,662 km², dân số năm 2007 là 8493 người, mật độ 17,8 người/km².